# Josep Teixidor i Batlle
Josep Teixidor i Batlle (Llers, 10 de novembre de 1920 - Llers, 6 d'agost de 1989) fou un matemàtic català.
Nasqué a Llers (Alt Empordà) però la família es traslladà a viure a Barcelona; tot i això, mantingué sempre vincles estrets amb el seu poble nadiu. A Barcelona, assistí a l'Institut-Escola i començà a estudiar medicina, seguint la tradició familiar. La crida a la lleva del biberó posà fi a aquests estudis; després de la guerra i del pas per un camp de concentració francès, reprengué els estudis universitaris però en l'especialitat de ciències exactes i es llicencià el 1943. Començà com a ajudant de classes pràctiques i aconseguí, malgrat les dificultats de l'època, entrar en contacte amb matemàtics europeus com Luigi Fantappié. Feu estades a Roma (1946) amb aquest professor i hi preparà la tesi doctoral, que defensà a Barcelona (1951). També feu estades a Hamburg (1952) i Zúric; a l'Escola Tècnica Federal de Zúric seguí un curs amb Beno Eckmann que li descobrí la topologia, que Teixidor va introduir després a Catalunya amb els cursos de doctorat del curs 1955-56.
El 1957 fou nomenat catedràtic de Geometria Analítica i Topologia a la Universitat de Barcelona i hi introduí una profunda reforma metodològica. Fou secretari i director (1971-1987) de la revista Collectanea Mathematica.
El 1967 fou nomenat membre de la secció de Ciències de l'IEC. Fou president de la "Societat Catalana de Ciències Físiques, Químiques i Matemàtiques" (1968-1973), filial de l'IEC, i tresorer de l'Institut (1979-1983); col·laborà en el projecte d'ampliació del nombre de membres de l'IEC, fins aleshores molt restringit. A l'IEC col·laborà en la posada en marxa del Centre de Recerca Matemàtica (CRM) i també tingué un paper important en l'establiment de la Fundació Ferran Sunyer i Balaguer, ja que havia tingut una relació d'amistat amb Sunyer, amb qui unia el veïnatge empordanès a més de les matemàtiques.
A la seva jubilació (1987) s'establí a Llers, on havia contribuït a rellançar el desenvolupament de l'agricultura de poble, que havia quedat enfonsada després de la Guerra Civil. L'interès que sempre havia tingut per l'agricultura l'havia portat a la pràctica amb l'adquisició i explotació d'unes terres a Llers. Morí en un accident mentre treballava en aquestes terres.
L'Institut d'Estudis Catalans ofereix des de 1979 un premi a la millor tesi doctoral o treball de recerca sobre matemàtiques, el qual va portar el nom de Josep Teixidor entre els anys 1992 i 2021.